# Krim Extra
Krim Extra var en svensk tidskrift som gavs ut av Egmont Tidskrifter 2004-2007. Tidningen innehöll kriminalartiklar, huvudsakligen rörande mordfall, från hela världen. Första numret utgavs sommaren 2004, för att från 2005 ges ut på permanent basis. Sista pappersutgåvan gavs ut i december 2006. Tidningen levde en period under 2007 kvar som webbtidning.